# Bogumił Bereś

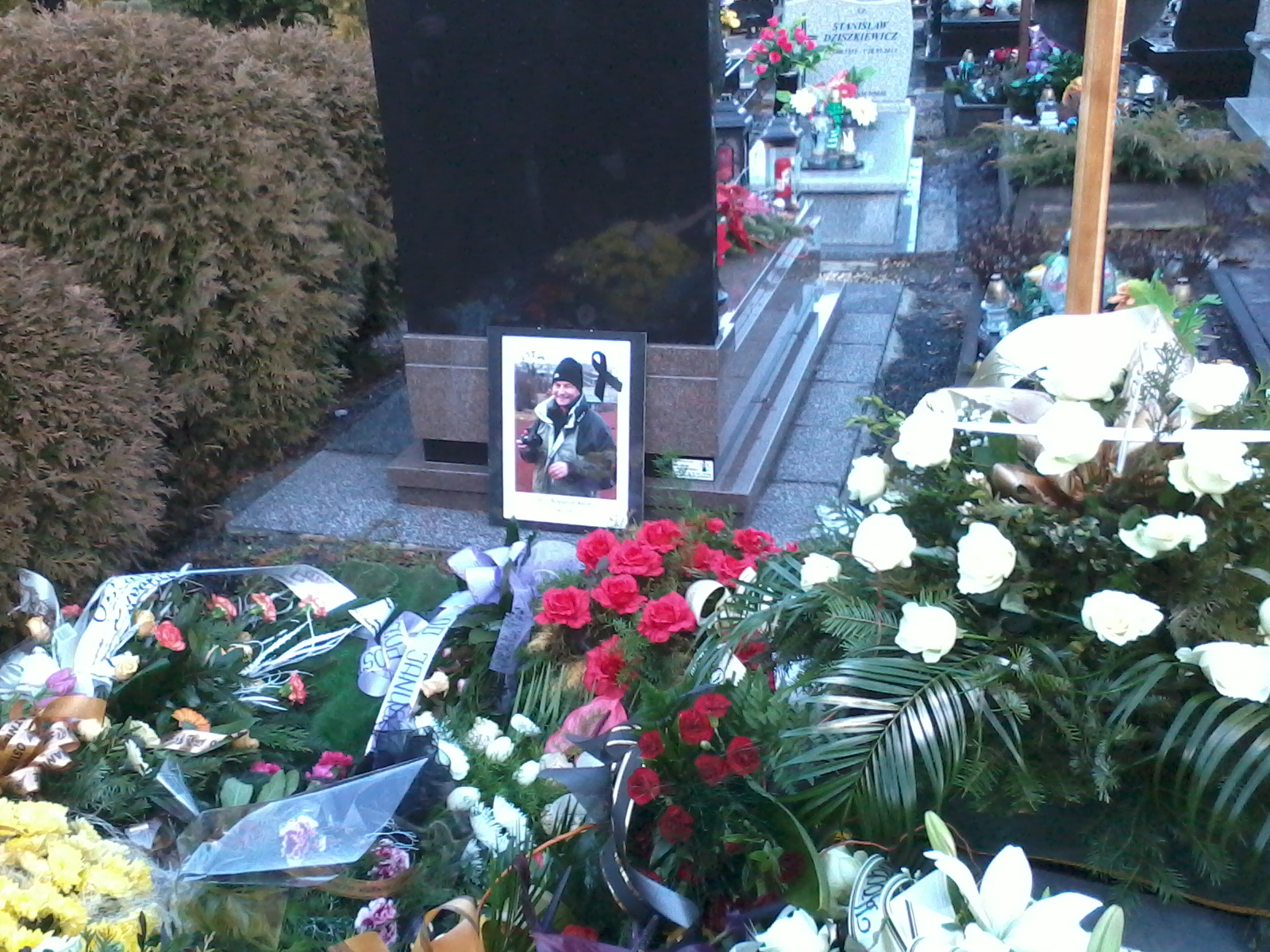
Mogiła na Cmentarzu Parafialnym Kamienica w Bielsku - Białej

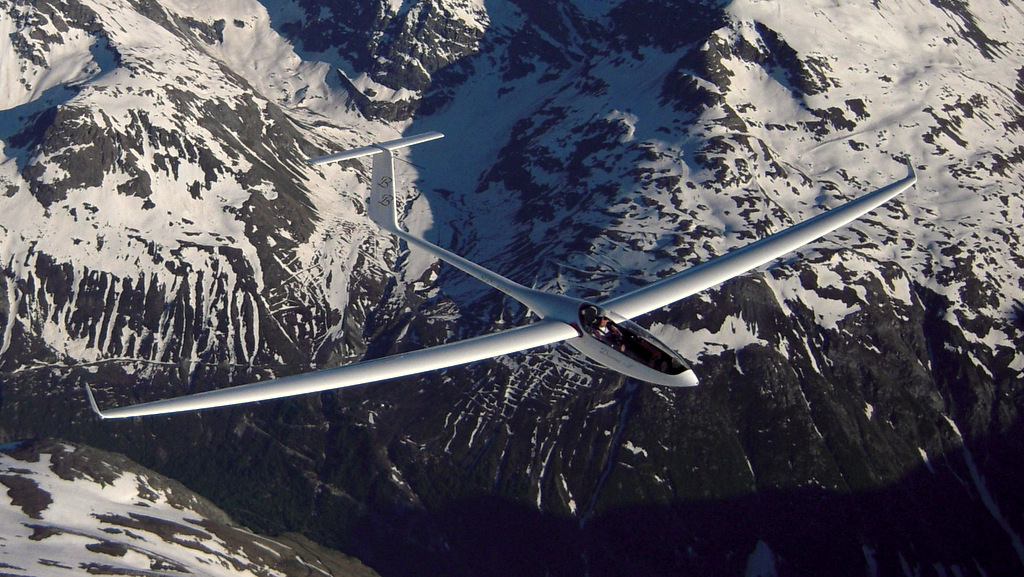
Szybowiec SZD-56 Diana 2 nad Alpami

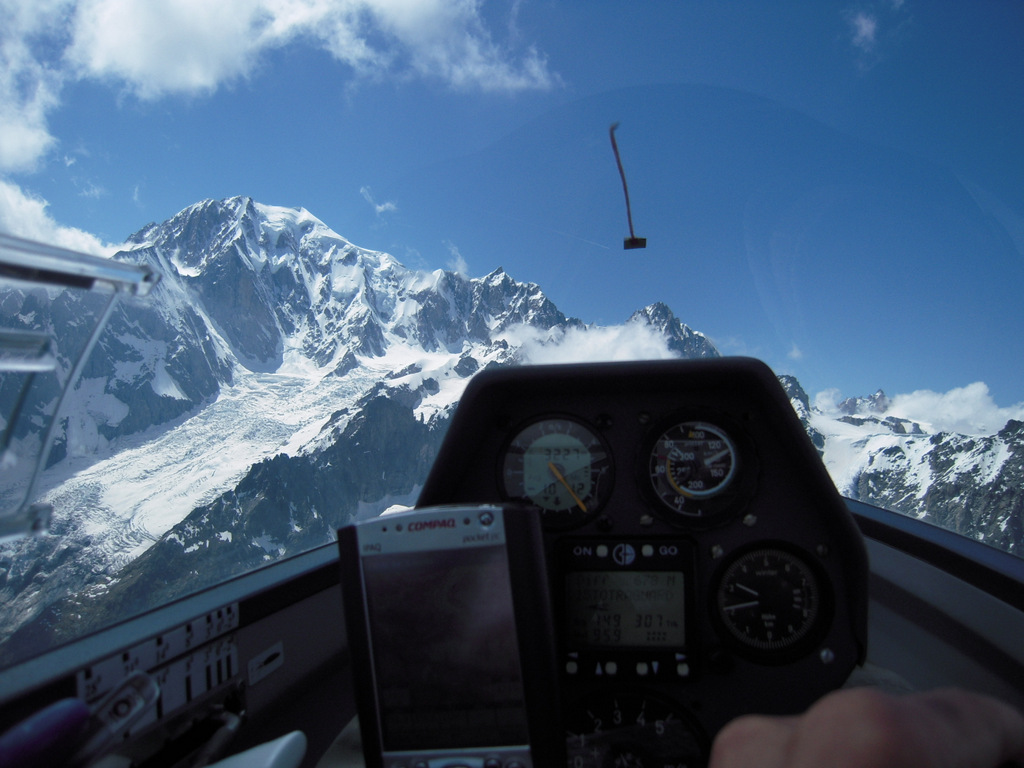
Kokpit szybowca SZD-56 Diana 2

Bogumił Bereś (ur. 1944 w Pabianicach, zm. 2 lutego 2016) – polski inżynier, konstruktor i budowniczy szybowców.

## Życiorys
Urodził się w Pabianicach, gdzie ukończył Szkołę Podstawową nr. 6 oraz II Liceum Ogólnokształcące im. Królowej Jadwigi. Studiował na Politechnice Warszawskiej.
W 1964 wystąpił z zespołem „Chochoły” na II Krajowym Festiwalu Polskiej Piosenki w Opolu. W 1967 założył zespół wokalno-instrumentalny „Kwadraty”, z którym występował w klubach studenckich, między innymi w klubie Politechniki Warszawskiej „Stodoła” oraz nagrywał dla Rozgłośni Harcerskiej.
Po uzyskaniu tytułu mgr. inżyniera na Wydziale Mechanicznym Energetyki i Lotnictwa (MEiL-u) PW podjął w 1972  pracę konstruktora w zakładach lotniczych WSK Mielec jako specjalista konstruktor. Pracował między innymi przy konstrukcji samolotu PZL M-15 Belpfegor. W 1979 przeniósł się do Przedsiębiorstwa Doświadczalno-Produkcyjnego Szybownictwa PZL-Bielsko (PDPSz PZL-Bielsko) w Bielsku-Białej, gdzie został głównym konstruktorem. Dokonał modyfikacji szybowca SZD-48-3 Jantar Std., odpowiadał za przygotowanie produkcji seryjnej szybowca SZD-50-3 Puchacz, projektowanie i przygotowanie produkcji seryjnej szybowca SZD-51 Junior, następnie projektowanie i budowę prototypów szybowców Jantar-15 i SZD-52 Krokus. Zaprojektował, według własnego patentu urządzenie do automatycznego sterowania klapą oraz prowadził budowę i badania szybowca SZD-48-4 Jantar ze skrzydłem, w którym zastosowano profil NN-17. Zaprojektował wyczynowy szybowiec SZD-56 Diana. W 1995 założył Biuro Projektowe „B” Bogumił Bereś. W biurze tym projektował łopaty kompozytowe do elektrowni wiatrowych oraz ramy z kompozytu węglowego do rowerów górskich i kompozytowy wózek do transportu kołowego szybowców.
Po upadku PDPSz PZL-Bielsko (SZD) wykupił prawa do szybowca SZD-56 Diana. Umożliwiło to uruchomienie produkcji tego szybowca pod oznaczeniem SZD-56-1 Diana 1. Kolejnym krokiem było opracowanie wraz z prof. Krzysztofem Kubryńskim nowej wersji szybowca SZD-56-2 Diana 2, będącego rozwojową wersją szybowca Diana 1. Szybowce Diana należą do najlepszych w świecie szybowców wysokowyczynowych. Własności tych szybowców, uzyskane dzięki oryginalnej koncepcji aerodynamicznej oraz wyrafinowanej technologii i konstrukcji z kompozytów z włókien węglowych oraz aramidowych, umożliwiły ustanowienie na nich rekordów krajowych, rekordów świata oraz wygranie licznych zawodów, w tym zawodów rangi mistrzostw świata. W czasie pracy w Mielcu uzyskał licencje pilota samolotowego i szybowcowego. W 2009 Aeroklub Polski wyróżnił go Medalem Tańskiego.
Był wybitnym konstruktorem lotniczym, zwłaszcza w zakresie konstrukcji, technologii i produkcji szybowców wysokowyczynowych.
Spoczywa na Cmentarzu Komunalnym Kamienica w Bielsku-Białej.